# لحام

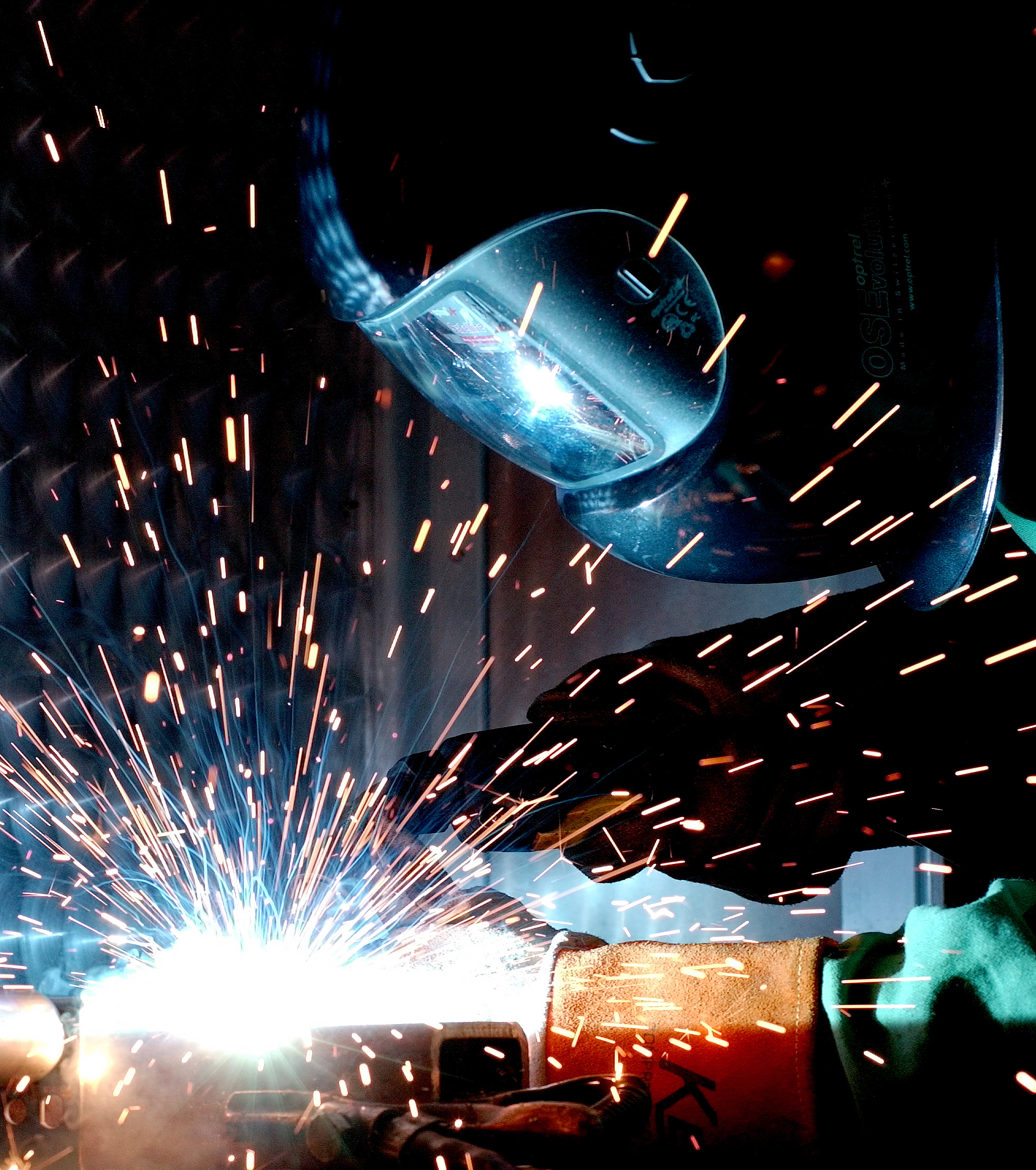
لحام القوس الكهربي

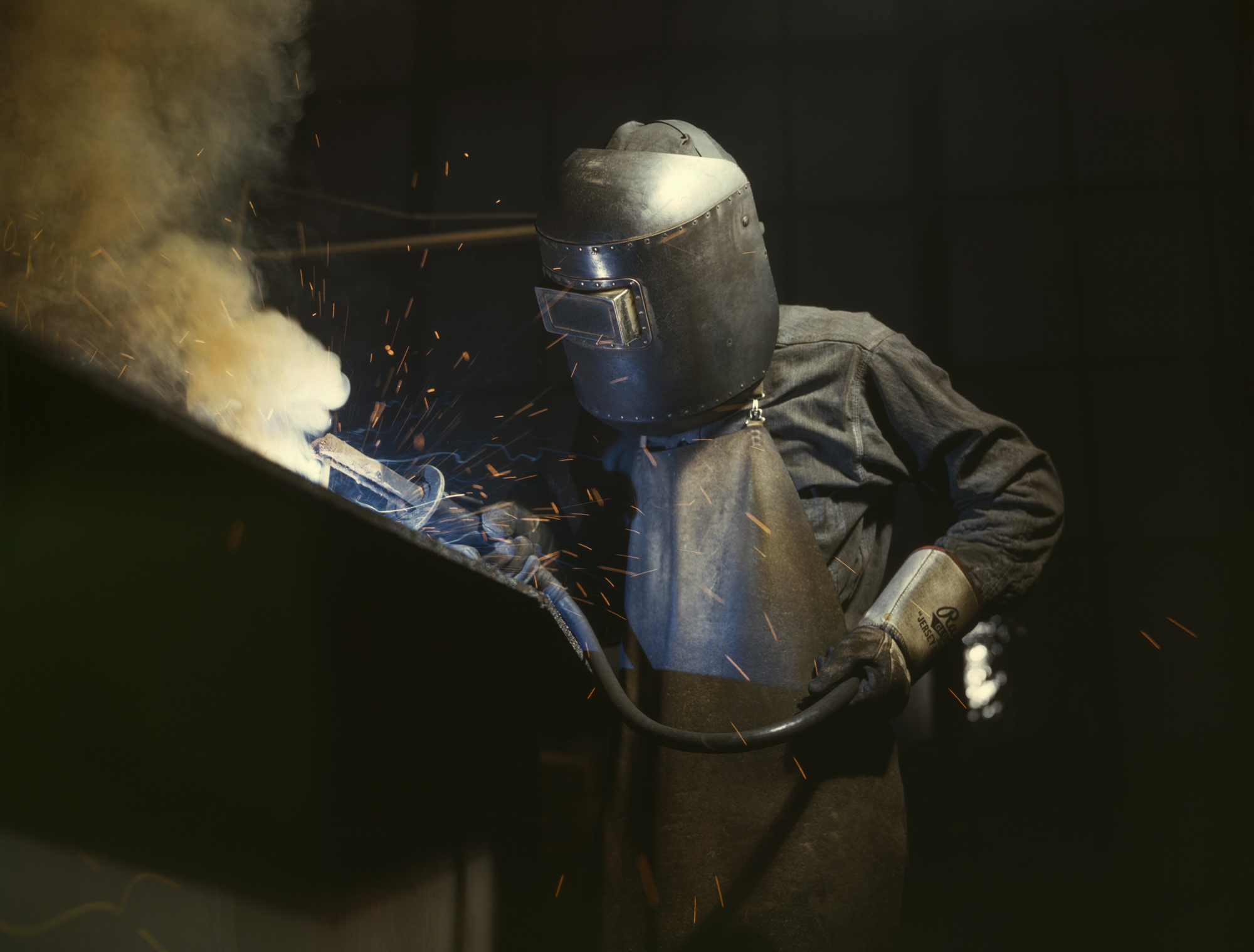

اللِحام هي عملية تصنيعية يتم فيها وصل مادتين عادةً من الفلزات أو اللدائن الحرارية باستخدام الحرارة لصهر أطراف المادتين سويًّا، أحيانًا ما تكون مصحوبة بضغط خارجي، ثم تركهما يبردان، مما يعطيهما صلادة دائمة. تختلف عملية اللحام عن عمليات وصل المواد الأخرى التي تتم في درجات حرارة كعمليات لحام الخلط واللحام بالقصدير، والتي لا يصحبها انصهار للمواد المراد وصلها.
بالإضافة إلى صهر المادة الأصلية، يتم إضافة مادة حشو عادةً إلى وصلة اللحام لتُكوّن بركة من المعدن المنصهر (بركة لحام [الإنجليزية]) عند تجمُّدها تجعل وصلة اللحام أيًّا كان تصميمها أقوى من المادة الأصلية الملحومة. كذا، بالإمكان استخدام ضغط خارجي مع الحرارة، أو ضغط خارجي فقط للحام مادتين. كما تتطلب عملية اللحام عادةّ درعًا ما لحماية مادة الحشو أو المواد المذابة من أن تتلوّث أو تتأكسد.
تستخدم مصادر عدة للطاقة في عمليات اللحام كيميائية كاللهب الغازي، أو كهربائية كالقوس الكهربي، أو الليزر، أو الحزم الإلكترونية، أو الاحتكاك الميكانيكي، أو الموجات فوق الصوتية. وبعيدًا عن العمليات الصناعية، يمكن أن يتم اللحام أوساط متعددة كالهواء الطلق أو تحت الماء [الإنجليزية] أو في الفضاء الخارجي. ويعد اللحام عملية خطيرة تستلزم اتخاذ احتياطات ضرورية لتجنب الحروق أو الصدمات الكهربية أو تلف البصر أو استنشاق الغازات والأبخرة السامة أو التعرض للأشعة فوق البنفسجية بكثافة.
حتى نهاية القرن التاسع عشر الميلادي، كانت عملية اللحام الوحيدة هي اللحام بالتطريق التي استخدمها الحدادون منذ آلاف السنين لوصل الحدائد أو الصلب بالتسخين والطرق. ومع نهاية ذاك القرن، ظهرت طُرُق اللحام القوسي واللحام بالغاز، ثم ظهر اللحام عن طريق المقاومة الكهربائية بعد ذلك بفترة وجيزة. تطورت تكنولوجيا اللحام بسرعة خلال أوائل القرن العشرين الميلادي حيث أدت الحروب العالمية إلى زيادة الطلب على طرق ربط موثوقة وغير مكلفة. في أعقاب الحروب، تم تطوير العديد من أساليب اللحام الحديثة، بما في ذلك الطرق اليدوية مثل اللحام القوسي المعدني المحجب التي تعد الآن واحدة من أكثر طرق اللحام شيوعًا، بالإضافة إلى العمليات شبه الآلية والآلية مثل لحام المعادن بقوس الغاز ولحام القوس المغمور [الإنجليزية] واللحام بالسلك ذي القلب الصهور. استمرت التطويرات باختراع اللحام باليزر واللحام بالحزم الإلكترونية ولحام الاحتكاك الحراري في النصف الثاني من القرن العشرين الميلادي. لليوم، ما زال التطوير مستمرًا، فأصبح لحام الروبوت شائعًا في البيئات الصناعية، ويواصل الباحثون تطوير طرق لحام جديدة ومحاولات تطوير أكثر لجودة اللحام.

## تاريخ اللحام
تعد عمليات اللحام من العمليات القديمة جدا المستخدمة في وصل المعادن والتي تعود لآلاف السنين، زكر هيرودوت في كتابه التواريخ ان مبتكر فن لحام المعادن هو جلاوكس الخيوى ( نسبة الي جزيرة خيوس ) عام ٤٥٠ - ٤٠٠ قبل الميلاد 
وقد قدم الهدايا الي معبد دلفي في ملطية وكان عبارة عن دنا كبيرا من الفضة وطبقا كبيرا من الحديد المعشق وكانت أروع الهدايا انذاك . وتعود أقدم الأثار على عمليات اللحام إلى العصر البرونزي والعصر الحديدي في الشرق الأوسط وأوروبا. فأسلوب اللحام بالتطريق يعد أقدم أساليب اللحام. كما أن بوري اللحام ليس وليد العصر الحالي بل إن قدماء المصريين واليونانيين قد استخدموا بوري مشابه مع أن اللهب الحاصل كان نتيجة استخدام سوائل قابلة للاحتراق مثل الكحول. وكانت الحرارة المتولدة عن هذا اللهب كافية للحام بعض المعادن منخفضة درجة الانصهار مثل الرصاص الذهب.
وقد استخدم اللحام في بناء العمود الحديدي في مجمع قطب منار في مدينة دلهي الهندية والمشيد في القرن الرابع عشر الميلادي ويبلغ وزنه 5.4 طن وارتفاعه 7 متر تقريبا.
شهدت العصور الوسطى تقدما في اللحام بأسلوب الطرق وهو عبارة عن تسخين المعدنين ثم طرقهما معا حتى يتم الحصول على لحام متين. فكانت كل عمليات اللحام هذه بدائية ولكن مع ظهور الثورة الصناعية ظهرت الحاجة لتطوير أساليب اللحام فحدث تطور كبير في أساليب وتكنولوجيا اللحام في نهايات القرن التاسع عشر وبدايات القرن العشرين.

### تطور فن اللحام
- اكتشف الاستيلين سنة 1836 م ولم يستعمل على نطاق واسع حتى سنة 1892 م حتى ابتكرت طريقة لتوليد كربيد الكالسيوم الذي يولد منه غاز الاستيلين. إلا أن خصائص اللهب لم تعرف حتى سنة 1895 م (نسب المزيج الغازي) كما أن هذا الأسلوب لم يصل إلى مستواه المتطور حتى اخترع العالم لوشاتوليه بوري اللحام.
- أوجد العالم بواسون ظاهرة القوس الكربوني ولم يجد لها تطبيقا عمليا، فجاء برناردوس وطبق هذه الظاهرة فوجد أنه يستطيع الحصول على درجة حرارة بحدود 3500 درجة مئوية لكن في ذات الوقت صادفته عملية الكربنة لوصلة اللحام.
- سلافيانوف استخدم إلكترود معدني بدلا من الكربون إلا أنه القوس كان مكشوفا (على تماس مع مكونات الجو).
- كجبرج استطاع حماية القوس (بواسطة الغازات الخاملة) ومن ذلك أصبح أسلوب اللحام بالقوس أسلوبًا أساسيًا.
- اكتشف العالم جول أنه لو مرر تيارًا كهربائيًا في سلكين معدنيين فوق بعض يسخن السلكان ويمكن أن يلتحما.
- إلياهو تومسون 1877 م طبق ظاهرة جول في لحام المقاومة الكهربائية.

## لحام الغاز
لحام الغاز هو أحد أشهر أنواع اللحام، وفيه يتم صهر أطراف الأجزاء الملحوظة وكذلك المادة المرسبة المضافة أو المونة وذلك نتيجة تولد حرارة ناتجة من احتراق خليط غازي (وقود غازي مناسب) مع الهواء أو الأكسجين النقي. وتتم عملية اللحام بعد أن يتجمد المعدن المنصهر في عملية اللحام. ومن أهم الغازات المستخدمة في عملية اللحام هذه هي: الأسيتيلين أو الهيدروجين أو الغاز الطبيعي أو الكيروسين أو غاز الاستصباح أو غازات البنزين. كمثال عند حرق غاز اوكسي الأسيتلين مع الأكسجين بصورة نقية  يعطي درجة حرارة تصل إلى 3,300 درجة مئوية وهي درجة حرارة عالية جدا كافية لصهر ولحام جميع المعادن مرتفعة حرارة الانصهار عند 2,000 درجة مئوية مثل الحديد والتيتانيوم والبلاتين.

## لحام القوس الكهربائي
لحام القوس الكهربي هو أحد أهم أنواع اللحام على الإطلاق، ويتم عن طريق الحرارة الناتجة عن تقوس كهربي بين القطب والجزء الملحوم. تصل درجة الحرارة في هذا النوع من اللحام إلى 4000 درجة مئوية وهي درجة حرارة كافية لصهر المعدن في نقطة اللحام أو صهر معدن إضافي من سلك ويلتحم عند تبريده مكوناً وصلة متينة.

### مصادر التيار الكهربي

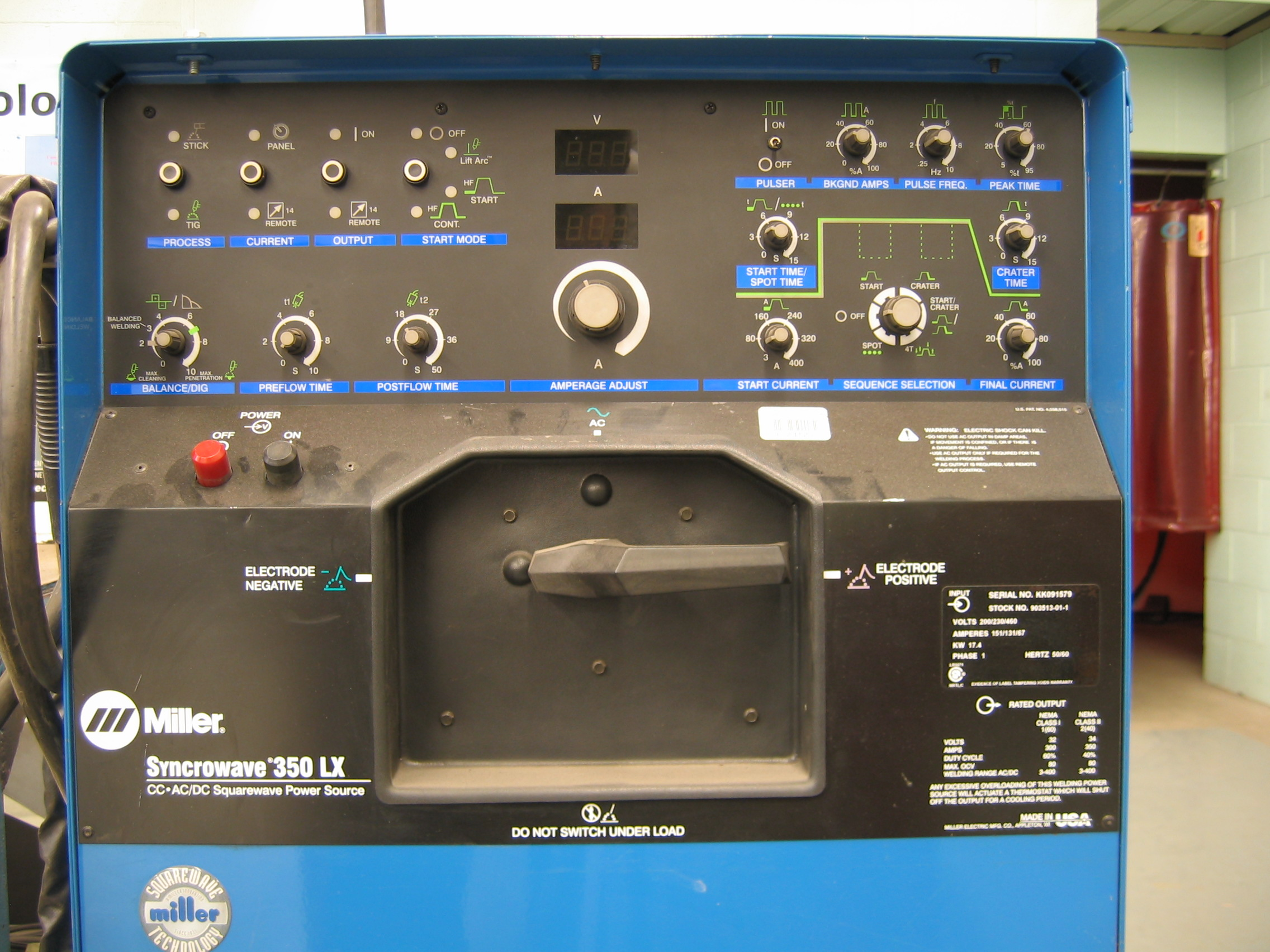
مولد لعمليات اللحام يستطيع إنتاج تيار متردد وتيار مستمر

## لحام المقاومة الكهربائية

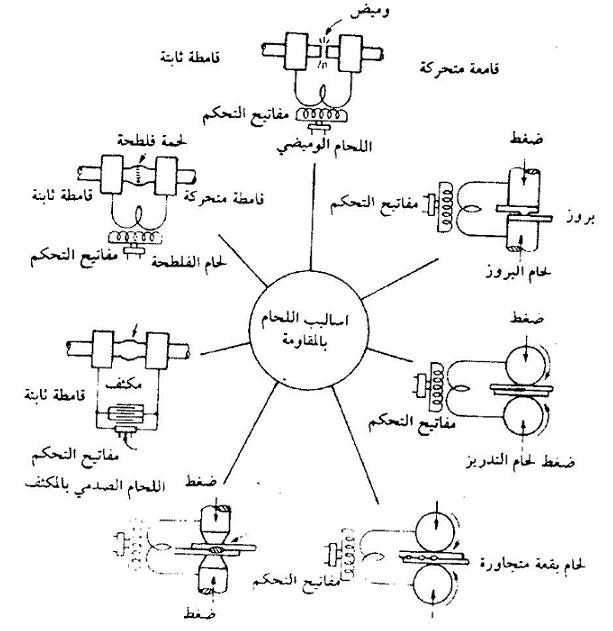
أساليب اللحام بالمقاومة الكهربية